# Benita Fitzgerald-Brown
Benita P. Fitzgerald-Brown, później Mosley (ur. 6 lipca 1961 w Warrenton, w stanie Wirginia) – amerykańska lekkoatletka specjalizująca się w krótkich biegach płotkarskich, mistrzyni olimpijska z Los Angeles (1984) w biegu na 100 m przez płotki.

## Sukcesy sportowe
- dwukrotna mistrzyni Stanów Zjednoczonych w biegu na 100 m ppł – 1983, 1986[1]
- halowa mistrzyni Stanów Zjednoczonych w biegu na 60 m ppł – 1981[2]

| Rok  | Miasto      | Zawody                      | Konkurencja        | Wynik         |
| ---- | ----------- | --------------------------- | ------------------ | ------------- |
| 1980 | Filadelfia  | Olympic Boycott Games       | bieg na 100 m ppł  | srebrny medal |
| 1981 | Bukareszt   | letnia uniwersjada          | sztafeta 4 × 100 m | złoty medal   |
| 1983 | Caracas     | igrzyska panamerykańskie    | bieg na 100 m ppł  | złoty medal   |
| 1983 | Edmonton    | letnia uniwersjada          | bieg na 100 m ppł  | brązowy medal |
| 1983 | Helsinki    | mistrzostwa świata          | bieg na 100 m ppł  | 8. miejsce    |
| 1984 | Los Angeles | letnie igrzyska olimpijskie | bieg na 100 m ppł  | złoty medal   |

## Rekordy życiowe
- bieg na 60 m przez płotki (hala) – 8,18 – Louisville 29/01/1983
- bieg na 100 m przez płotki – 12,84 – Houston 04/06/1983